# Passionsfenster (Ploërmel)

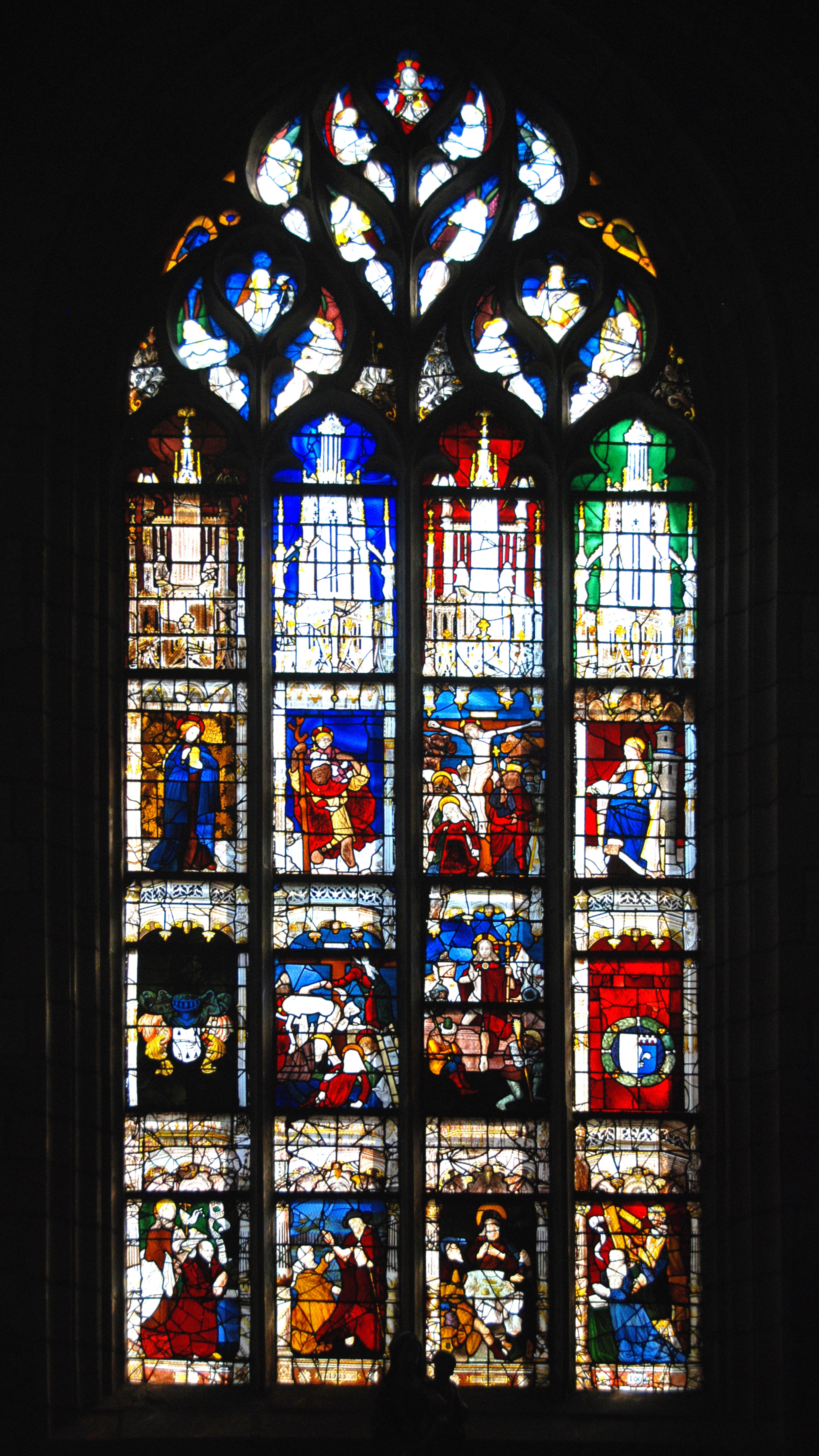
Passionsfenster in Ploërmel

Das Passionsfenster in der katholischen Kirche St-Armel in Ploërmel, einer französischen Gemeinde im Département Morbihan in der Region Bretagne, wurde vermutlich 1602 geschaffen. Das Bleiglasfenster wurde 1907 als Monument historique in die Liste der geschützten Objekte (Base Palissy) in Frankreich aufgenommen.
Das Fenster wurde von einer unbekannten Werkstatt geschaffen. Es zeigt verschiedene Szenen aus dem Leben und dem Leidensweg Jesu. Daneben werden Heilige dargestellt.
Im Fenster sind die Wappen der Stifter, Hélène Josse und Jean Rogier, Grundherr von Crévy, zu sehen. 
Das Fenster wurde 1862 von Antoine Lusson und 1923 von einer unbekannten Werkstatt restauriert.   
Neben dem Passionsfenster sind noch weitere Fenster aus der Zeit der Renaissance in der Kirche erhalten (siehe Navigationsleiste).

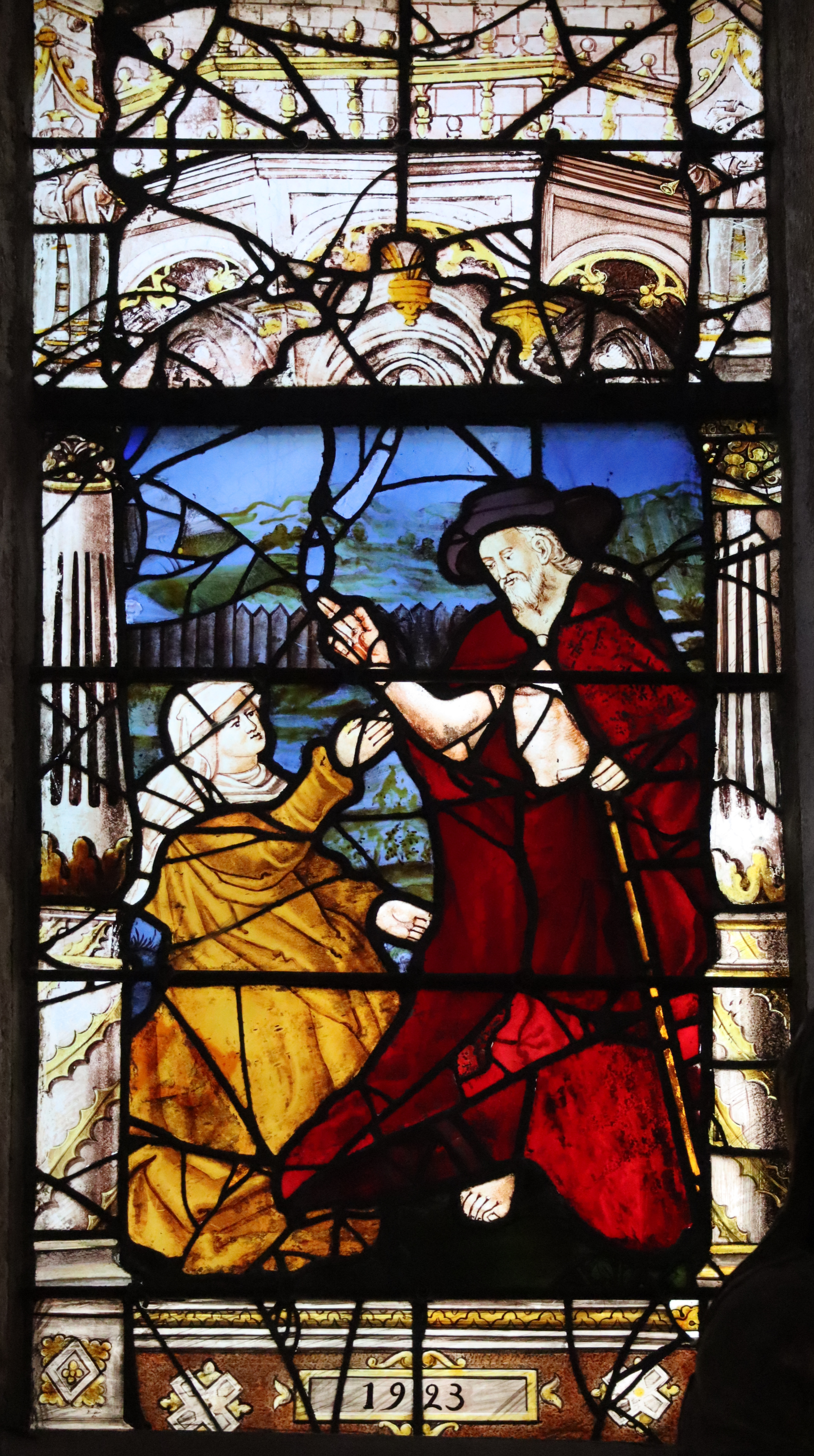
Noli me tangere (die Jahreszahl 1923 bezieht sich vermutlich auf eine Restaurierung des Fensters)
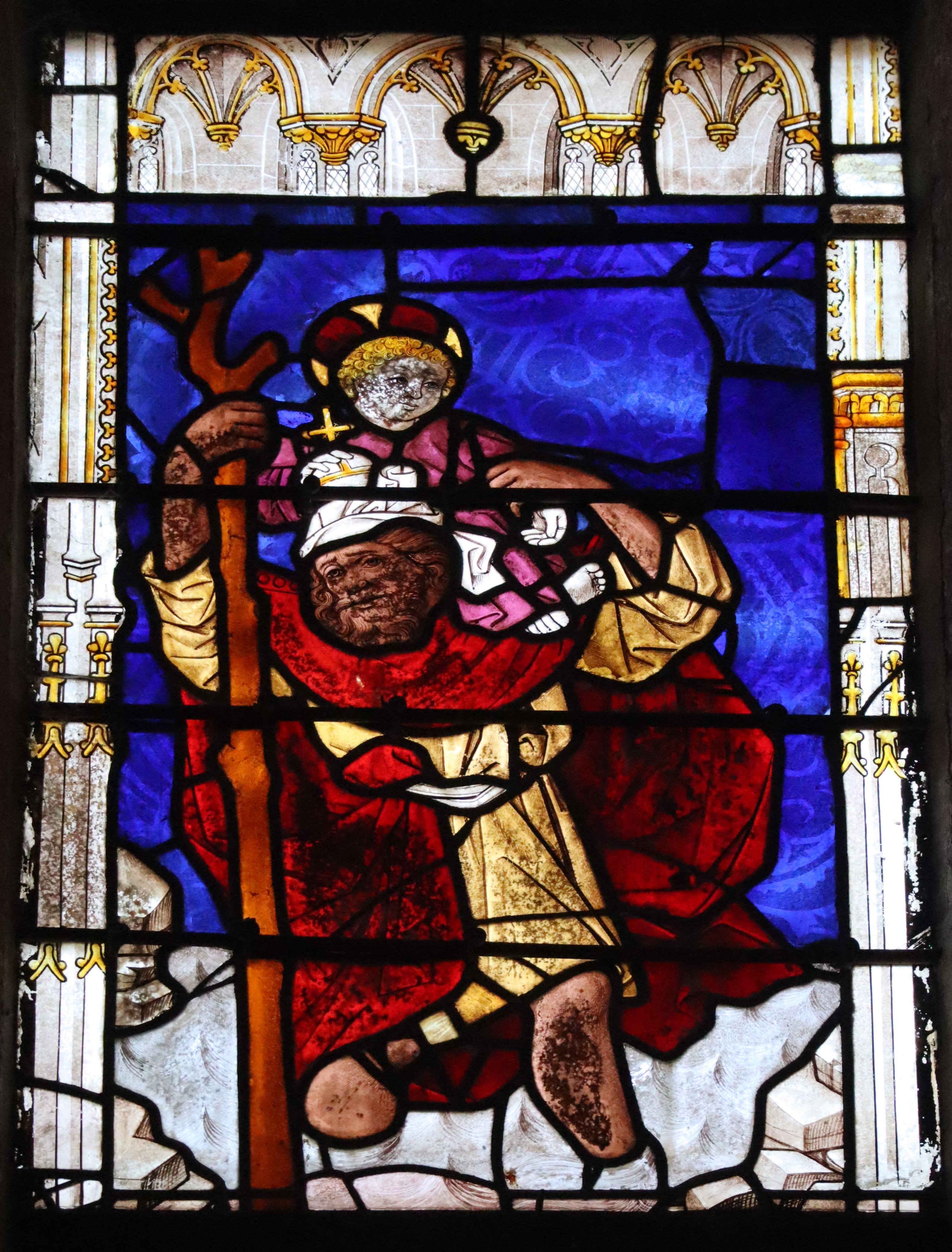
Christophorus trägt das Jesuskind über den Fluss
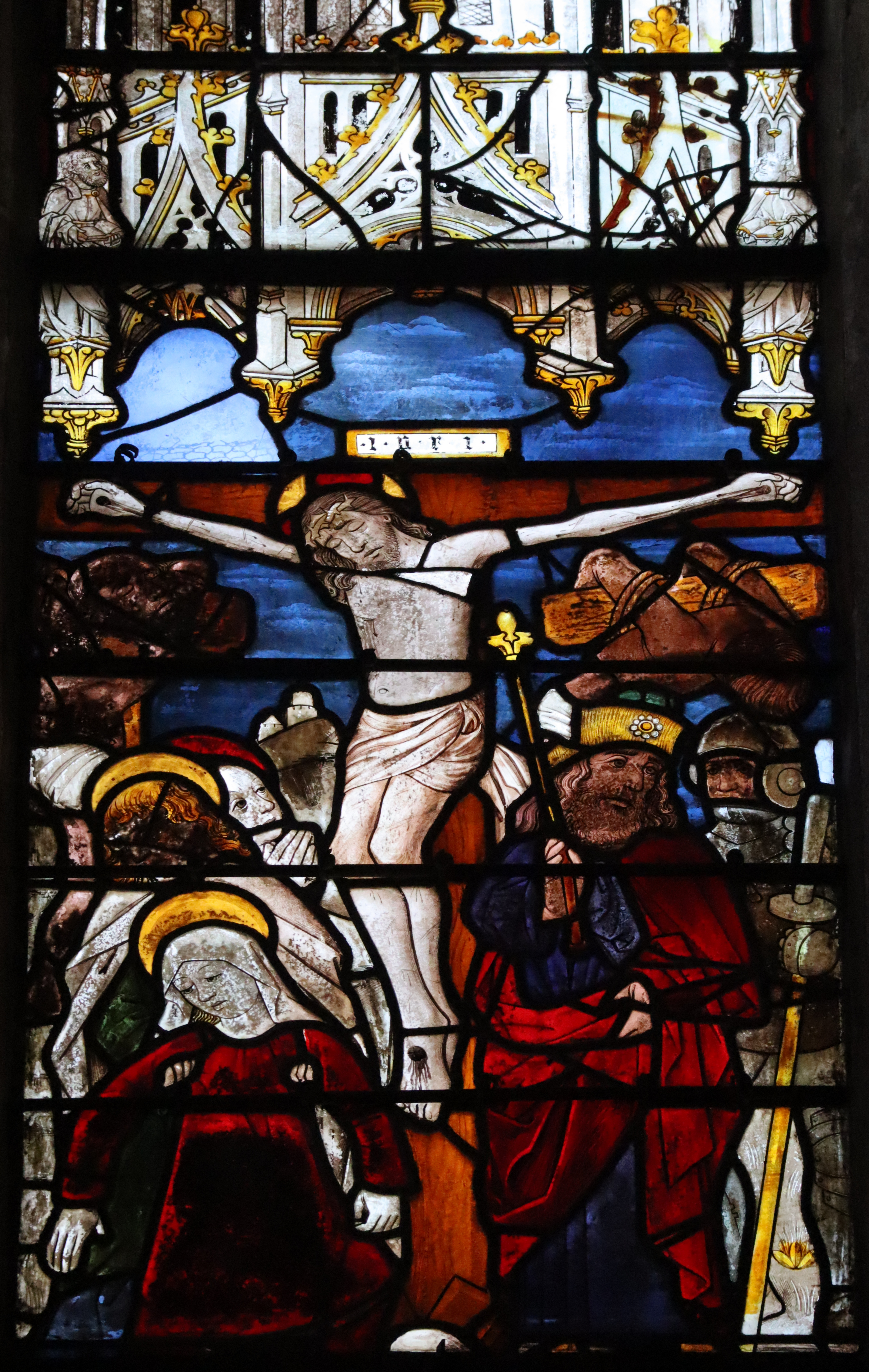
Kreuzigung Christi

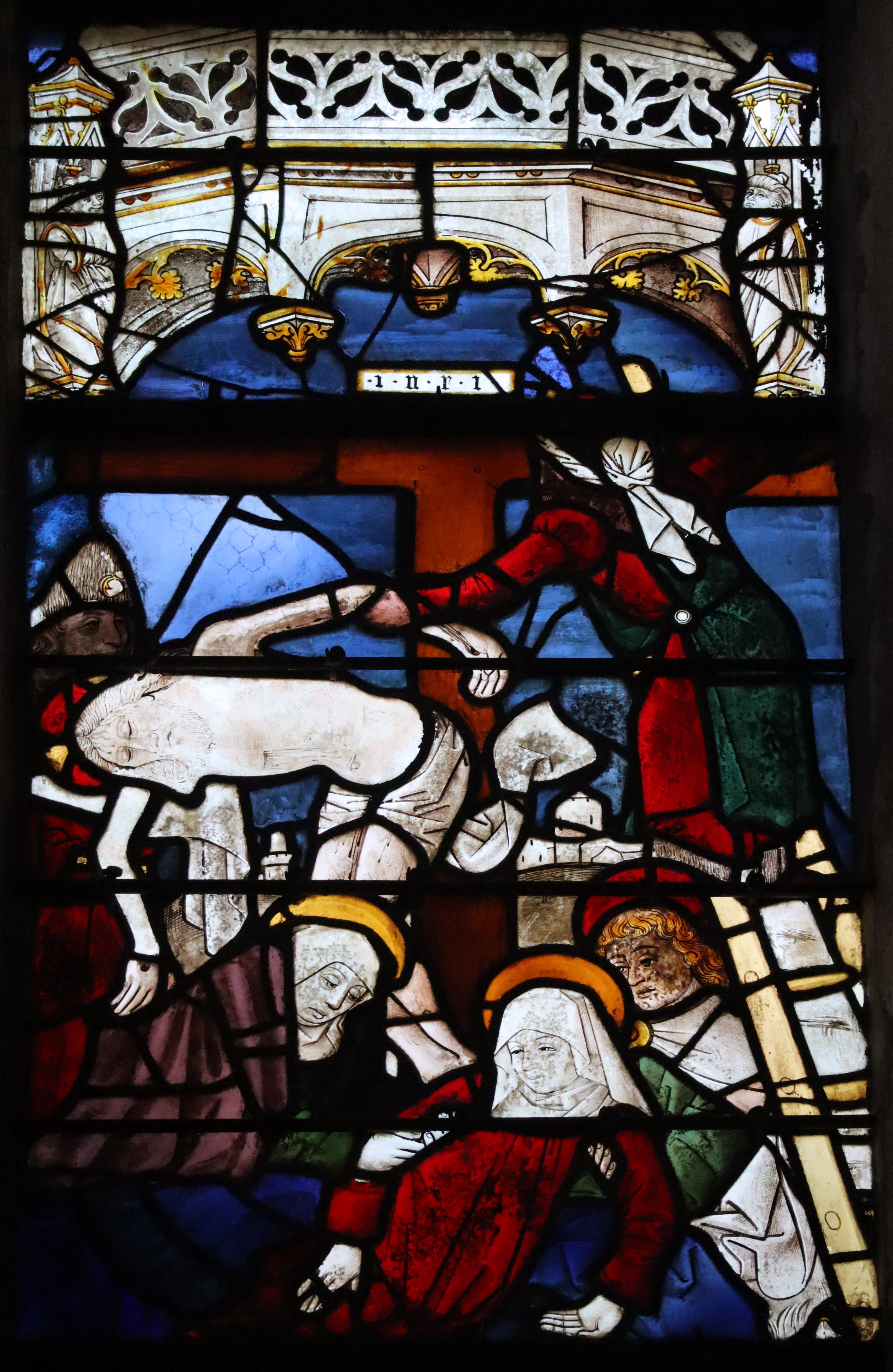
Kreuzabnahme Jesu
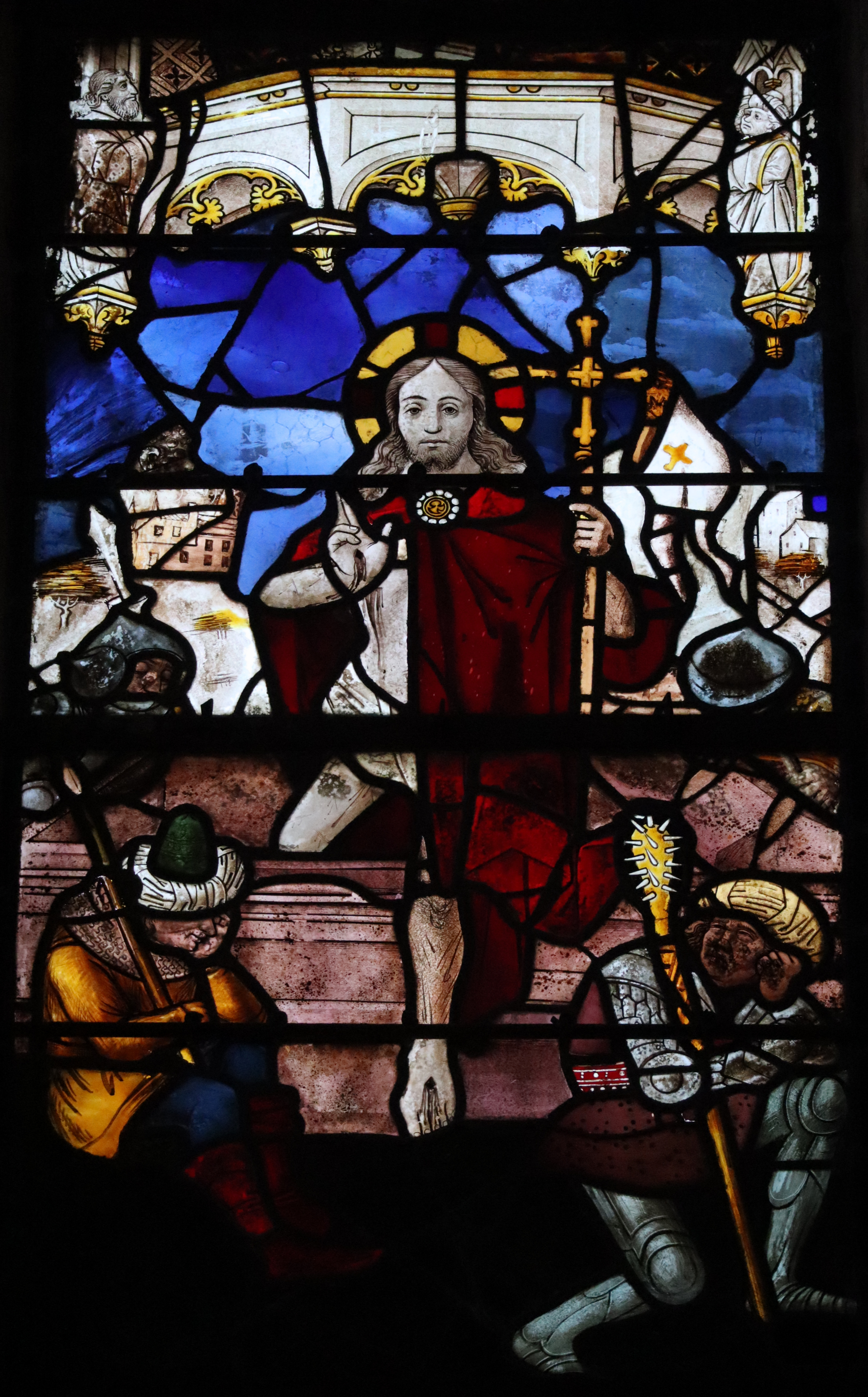
Auferstehung Jesu Christi
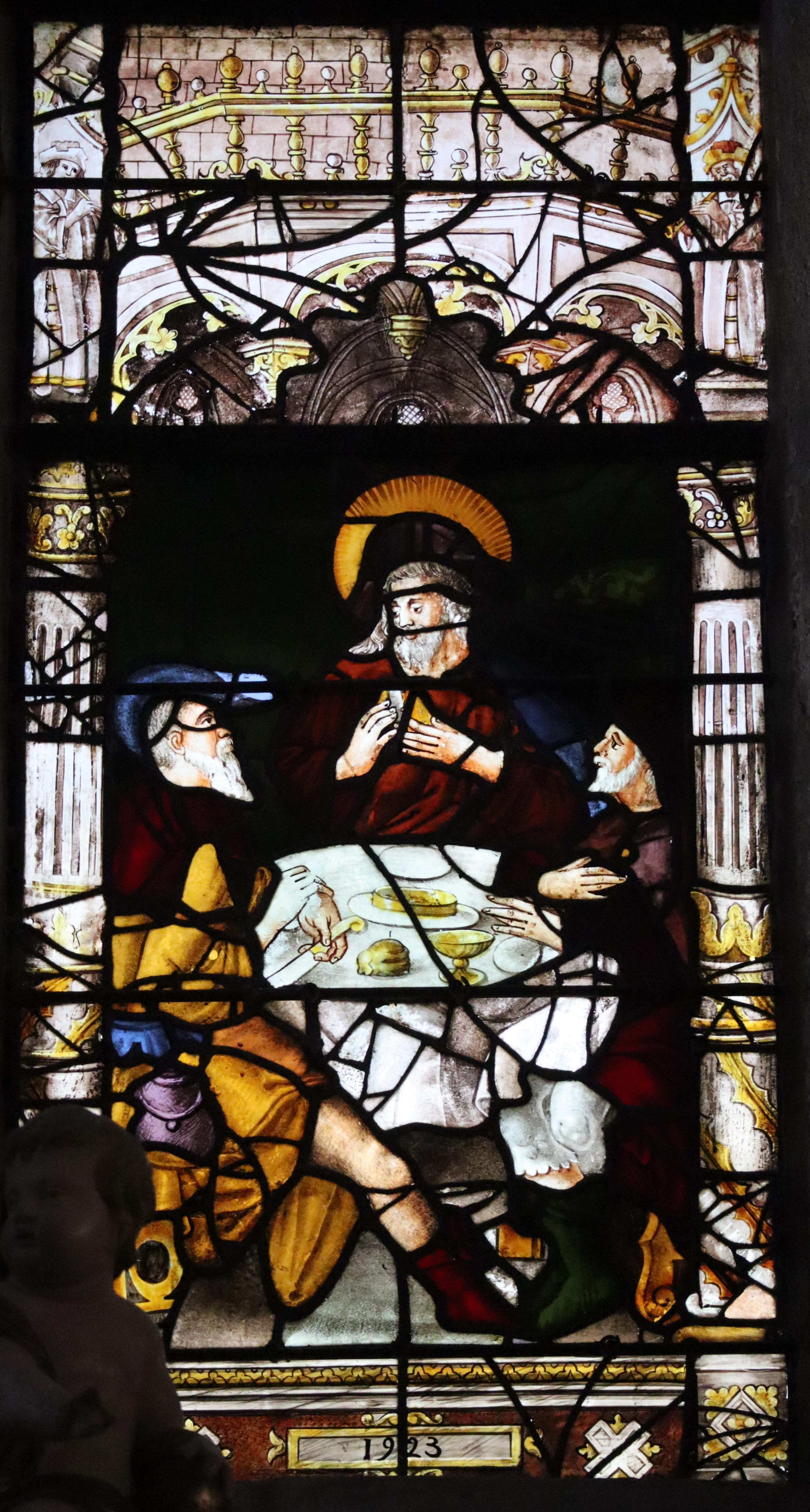
Abendmahl in Emmaus
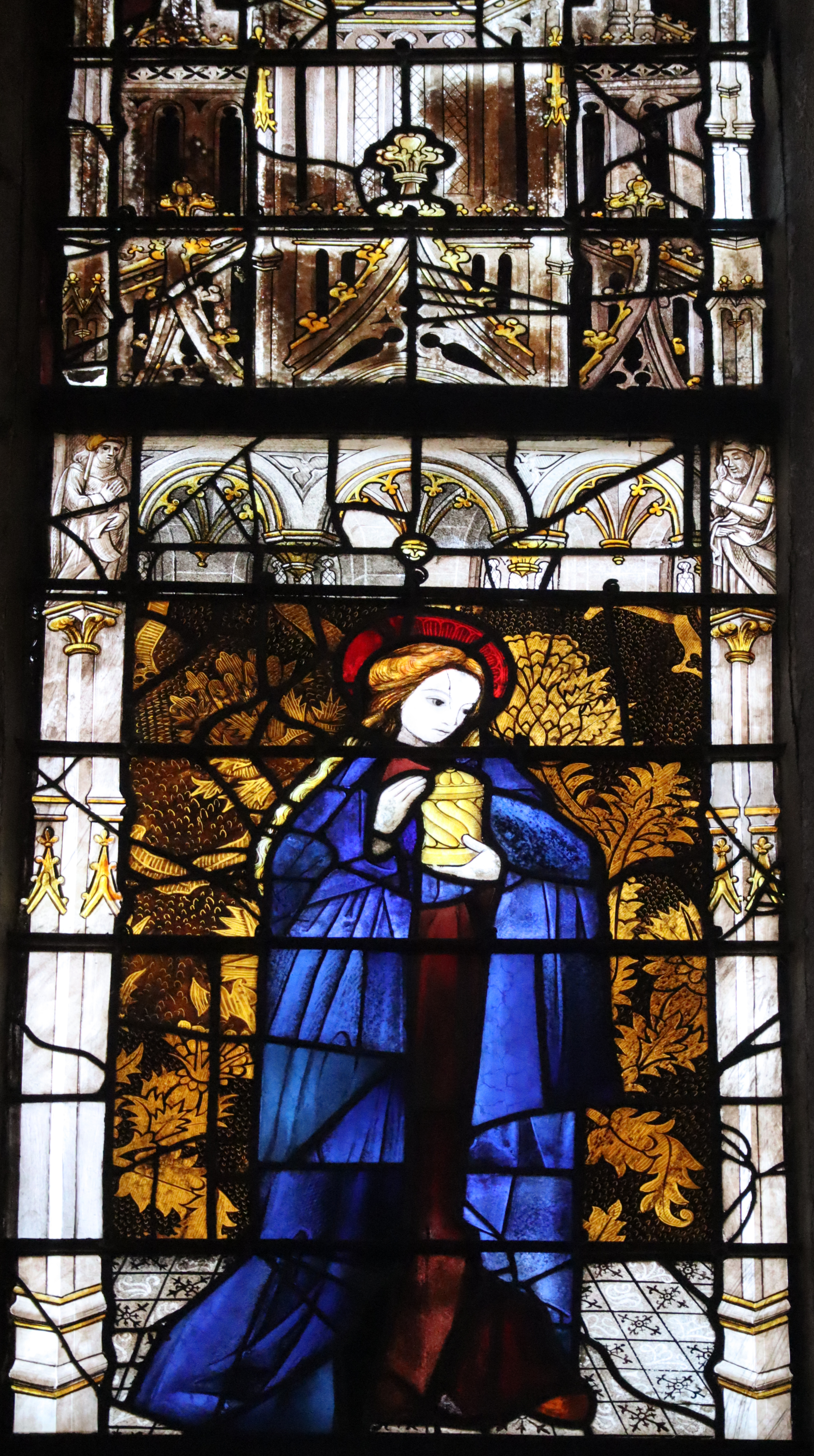
Maria Magdalena

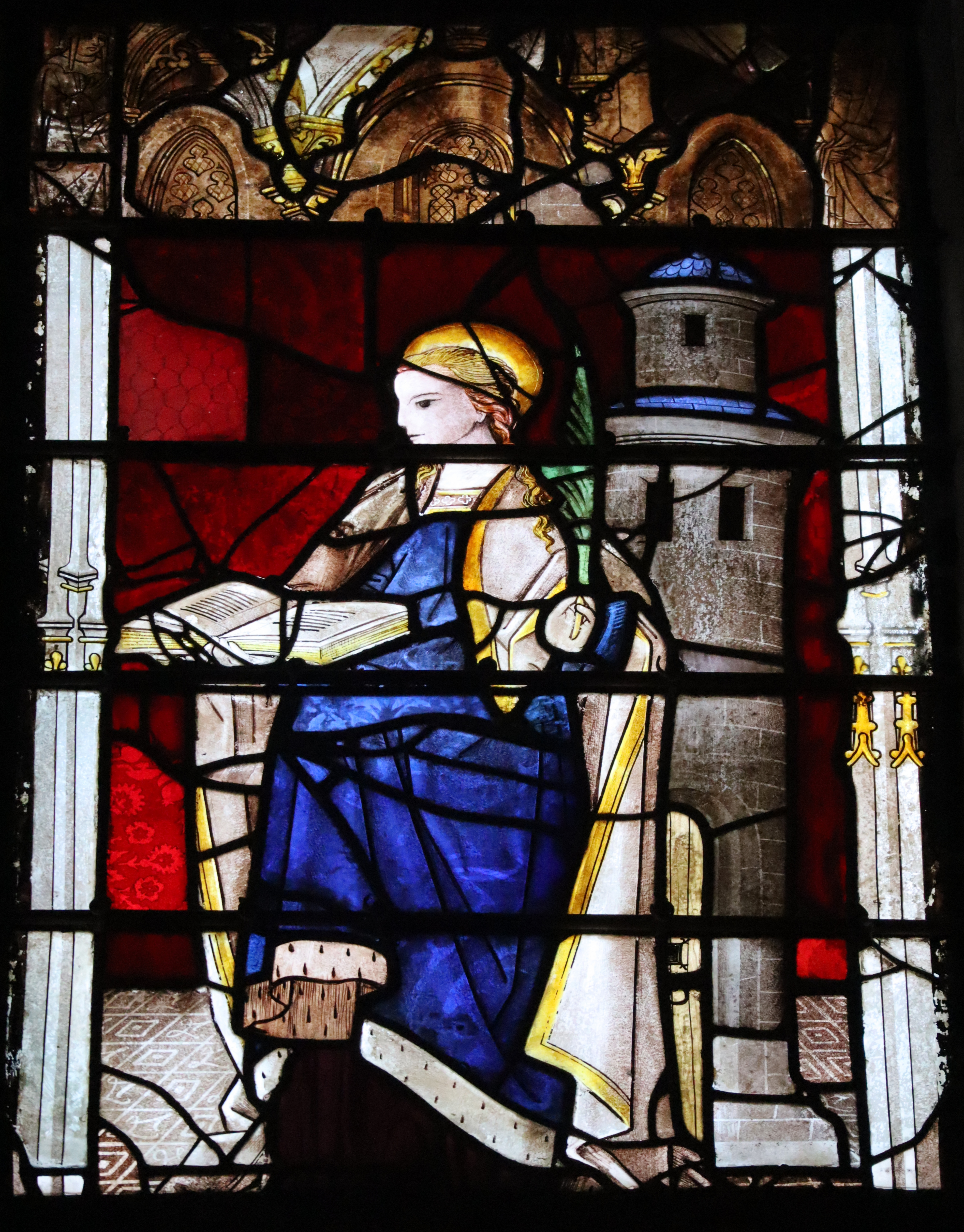
Heilige Barbara
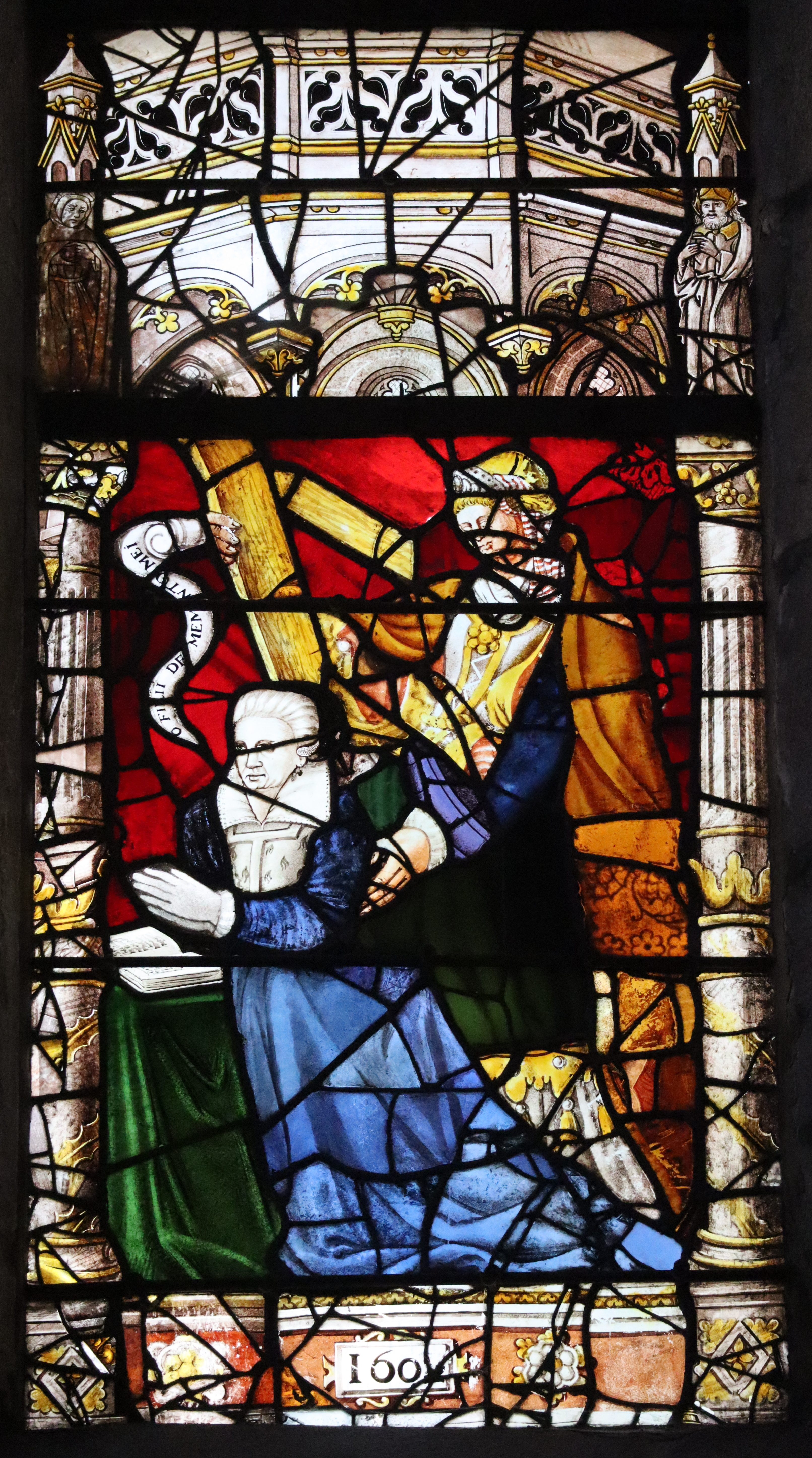
Stifterin Hélène Josse und ihre Namenspatronin, die heilige Helena (darunter die Jahreszahl 1602)
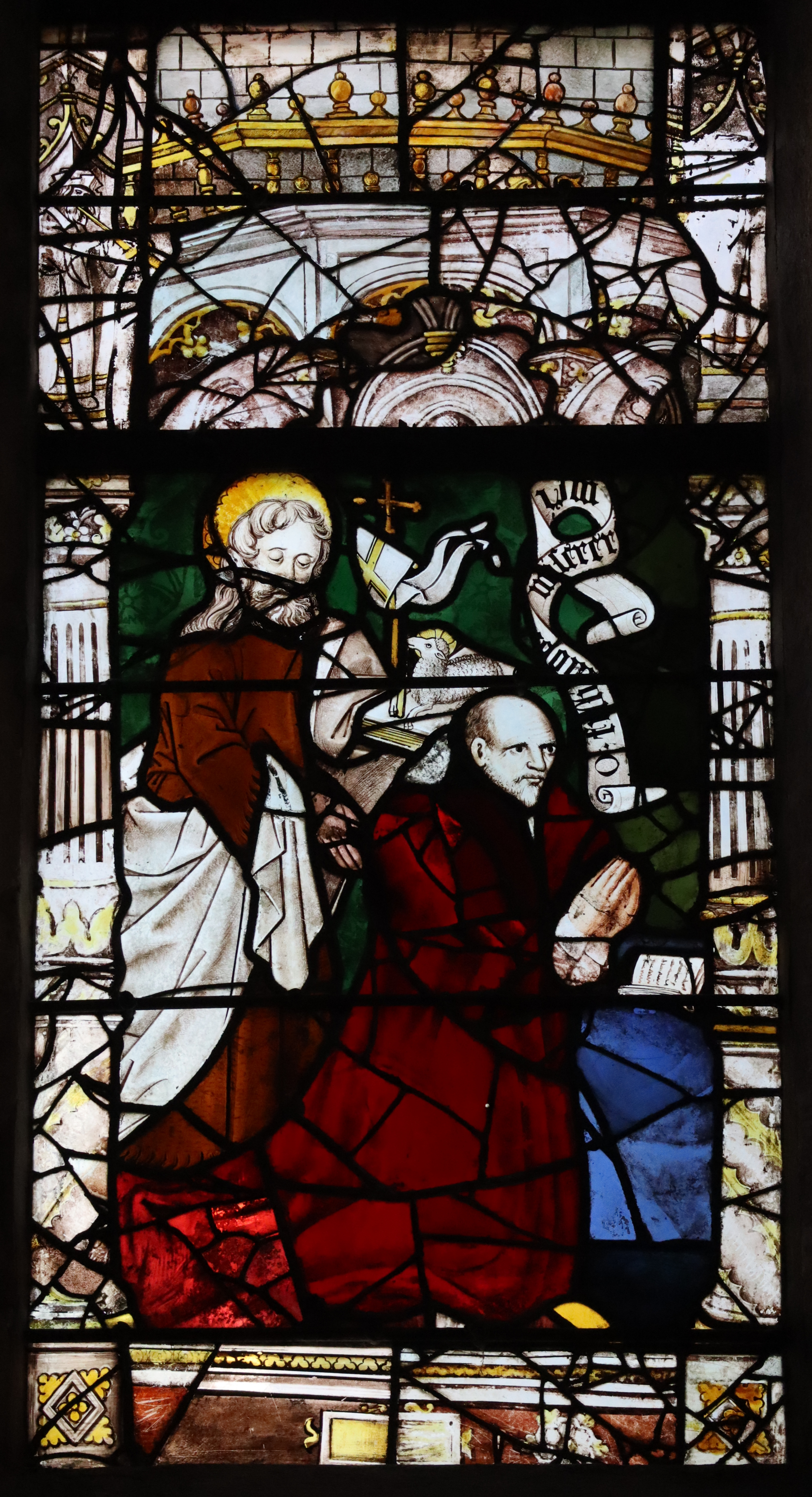
Stifter Jean Rogier und sein Namenspatron Johannes der Täufer
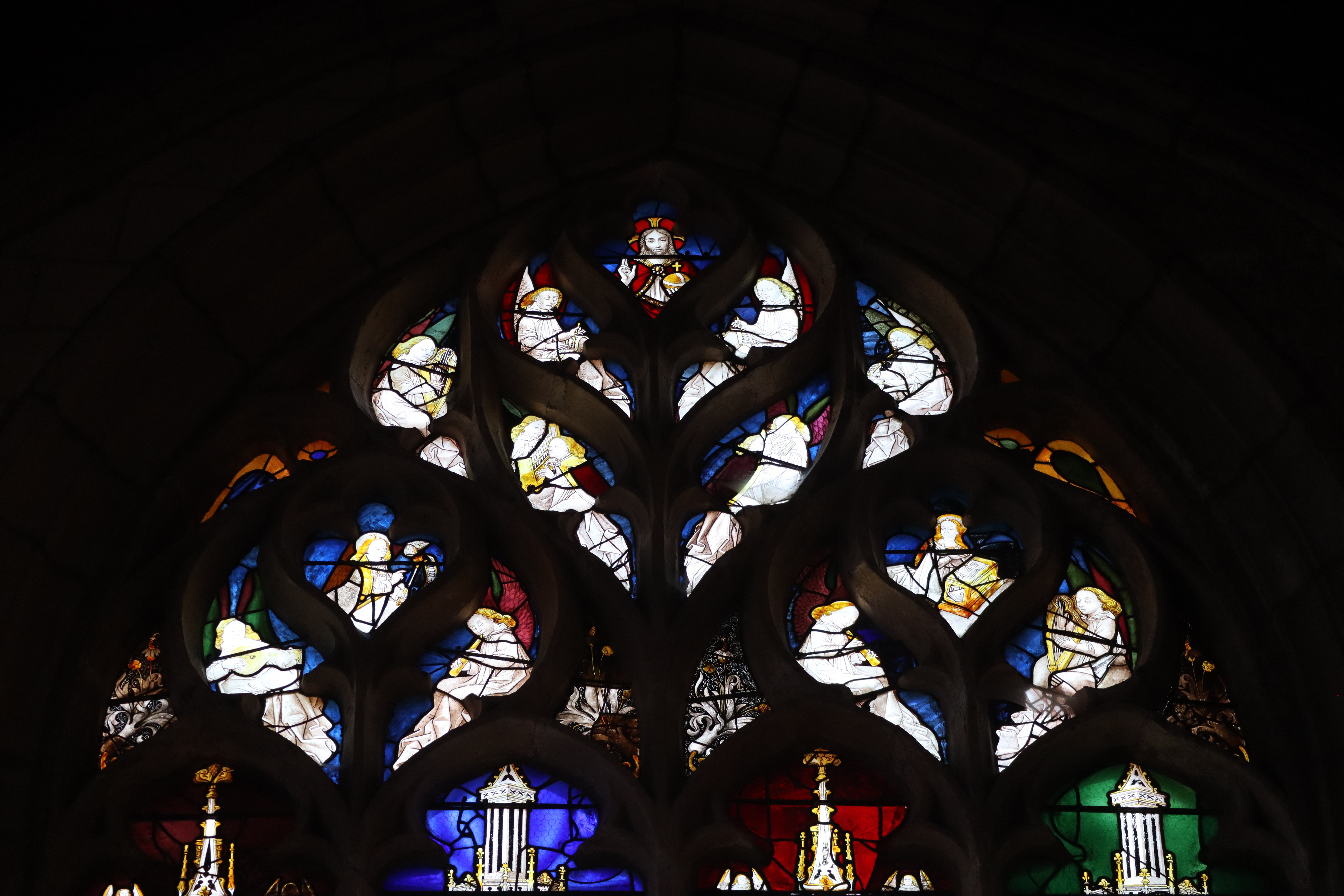
Maßwerk mit Gottvater und musizierenden Engeln